# Oderico Manfredi
Oderico Manfredi II.  auch Oderich Manfred II.  oder Odalrich Maginfred II., auch Ulric Manfred II. oder Udalrich Manfred genannt (* 992; † 29. Oktober 1034 in Turin) aus dem Haus der Arduine folgte im Jahre 1000 auf seinen Vater als Markgraf von Turin und Markgraf von Susa und erhielt von Kaiser Otto III. wegen treuer Dienste mit Diplom vom 31. Juli 1001 eine Bestätigung seiner Besitzungen und Privilegien.
Er lebte in unruhigen Zeiten, da es nach dem Tod von Kaiser Otto III. in Italien mit Arduin von Ivrea (* um 955; † 14. Dezember 1015 in Fruttuaria) der ab etwa 990 bis zu seinem Tod Markgraf von Ivrea und ab 1002 König von Italien war, und mit Heinrich II. (* 6. Mai 973 oder 978 in Abbach oder Hildesheim; † 13. Juli 1024 in Grone), Heiliger (seit 1146), aus dem Adelsgeschlecht der Ottonen, der von 1004 bis 1024 König von Italien und von 1014 bis 1024 römisch-deutscher Kaiser war, ein rivalisierendes Doppelkönigtum gab. Oderich Manfred hielt sich zwar aus der direkten Konfrontation um die Krone heraus, profitierte jedoch von dem Konflikt, indem es ihm gelang, verschiedene Territorien aus dem Besitz des Arduin von Ivrea an sich zu bringen und 1014 dessen Witwe, Berta von Mailand, auch Berta d’Este genannt, aus dem Haus der Obertengi zu heiraten. Zugleich war er erfolgreich bemüht, sein Territorium durch Kriege mit Bonifatius von Canossa (* wohl 985; † 6. Mai 1052 in San Martino dall’Argine), aus der Familie der Herren von Canossa zu erweitern. Bemerkenswert ist jedenfalls sein Versuch, in die Vergabe der Krone von Reichsitalien einzugreifen, um die Nachfolge von Konrad II. als König von Reichsitalien zu verhindern, indem er gemeinsam mit anderen Magnaten Italiens – letztlich vergeblich – versuchte, die Krone Italiens anderen europäischen Herrschern anzubieten. Von Interesse ist seine bis heute fortlebende Nachkommenschaft, da sie die weitreichende Vernetzung dynastischer Beziehungen im frühmittelalterlichen Europa zeigt. Oderich Manfred erscheint dabei als europäischer Stammvater, da von ihm nicht nur zahlreiche italienische Dynastien – wie etwa die Markgrafen von Saluzzo, das Haus Savoyen und das Haus Este – sondern auch die Kaiser des Heiligen Römischen Reiches aus dem Haus der Salier und aus dem Haus der Staufer sowie die Herzoge von Österreich aus dem Haus der Babenberger abstammen, wobei familiäre Beziehungen auch zu den normannischen Herrschern von Sizilien und selbst zum ersten König von Jerusalem bestehen.

## Herkunft

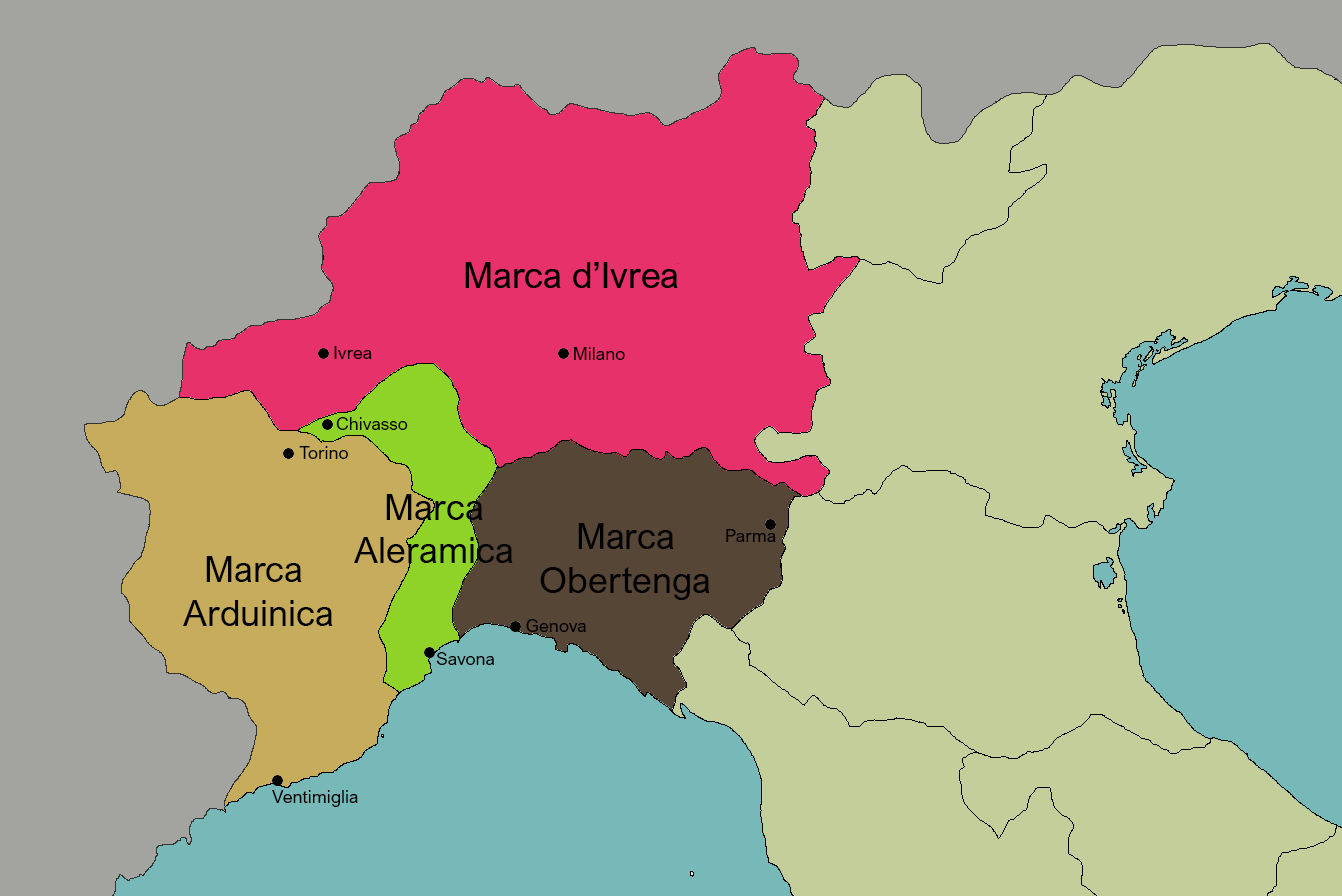
Die italienischen Marken im 10. Jahrhundert

Oderich Manfred II. stammt aus dem Haus der Arduine, einem italienischen Adelsgeschlecht, das im frühen Hochmittelalter im Norden Italiens eine bedeutende Rolle spielte, da es die Markgrafschaft Turin und die Markgrafschaft Susa beherrschte. Die Markgrafschaft Turin wurde 941 von Hugo von Provence (* vor 887; † 10. April 947 in Arles) aus dem Adelsgeschlecht der Bosoniden Hugo I., auch Hugo Graf von Vienne, Hugo von (der) Provence, Hugo von Arles genannt, aus dem Adelsgeschlecht der Bosoniden eingerichtet, der ab 905 Regent für Ludwig den Blinden, ab 924 König von Niederburgund und 926 bis 946 König von Italien war. Er übertrug 941 die Markgrafschaft Turin an Arduino il Glabro (Arduin der Kahle), auch Arduin Glabrio genannt († nach 4. April 976) – einem direkten Vorfahren von Olderich Manfred II. – der seit 935 Graf von Auriate war und sich große Verdienste erworben hatte, da er die Sarazenen aus La Garde-Freinet heute im Département Var in der Region Provence-Alpes-Côte d’Azur sowie aus dem Val di Susa (Metropolitanstadt Turin, Piemont, Italien) vertrieben und die Stadt Turin erobert hatte, die er zu seiner Residenz machte. Arduin Glabrio war auch einer der Adligen, die von Berengar II. (* ca. 900; † 4. August 966 in Bamberg) Markgraf von Ivrea (925–964) und König von Italien von 950 bis 961, bei der Neuordnung der feudalen Strukturen eine der neu geschaffenen Markgrafschaften übertragen bekam, und zwar die Markgrafschaft Turin oder „marcia arduinica“ mit den Gebieten Auriate, Turin, Asti, Albenga und wohl auch Bredulo, Alba und Ventimiglia sowie die Markgrafschaft Susa. Er war damit von 951 bis 976 der erste Markgraf von Turin und von Susa. Verheiratet war er vermutlich mit einer Tochter des Manfredo di Mosezzo.

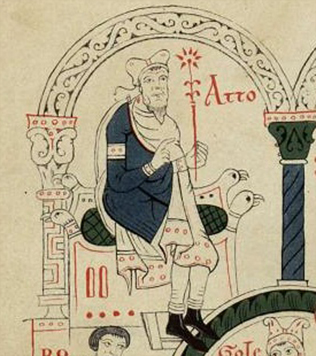
Adalberto Atto

Oderich Manfred II. war ein Sohn des Oderich Manfred I. auch Olderic Manfred I. oder kurz Manfredo I. genannt († um 1000), der ab 977 Markgraf von Turin war, und dessen Gemahlin (seit 991) Prangarda di Canossa, eine Tochter von Adalbert Atto von Canossa (* 939; † 13. Februar 988), der langobardischer Herkunft, Graf von Canossa, Graf von Reggio nell’Emilia, Mantua und Modena war und in den Auseinandersetzungen zwischen Kaiser Otto I. dem Großen und Berengar II. (* ca. 900; † 4. August 966) König von Reichsitalien (950–961) eine Rolle spielte.

## Leben

### Rahmenbedingungen
Das Leben von Oderich Manfred II. war durch den Umstand geprägt, dass es nach dem Ableben von Kaiser Otto III. in Italien Instabilität herrschte, da es längere Zeit hindurch zwei Gegenkönige gab. Denn Arduin von Ivrea (* um 955; † 14. Dezember 1015 in Fruttuaria) der von 990 bis 1015 Markgraf von Ivrea war, ließ sich nach dem Tod von Kaiser Otto III. (HRR) Otto III. am 15. Februar 1002 zum König von Italien wählen, während gleichzeitig Heinrich II. (* 6. Mai 973 oder 978 in Abbach oder Hildesheim; † 13. Juli 1024 in Grone) aus dem Haus der Ottonen am 7. Juni 1002 die Nachfolge von Kaiser Otto III. als König des Ostfrankenreiches (regnum Francorum orientalium), angetreten hatte. Allerdings kam Heinrich II. er erst 1004 nach Italien und ließ sich am 14. Mai 1004 in Pavia zum König von Italien krönen. Am 14. Februar 1014 erfolgte in Rom die Krönung zum Kaiser des Heiligen Römischen Reiches. Trotz dreier Italienzüge hielt sich Heinrich II. jeweils sich nur kurz in Italien auf, primär zur Krönung und zur Vertreibung des italienischen Gegenkönigs Arduin von Ivrea, dem es jedoch gelang, sich nach dem ersten Italienzug Heinrichs unbesiegt über Wasser zu halten, sodass er – dank der Abwesenheit Heinrichs von Italien – erst 1014 nach einer militärischen Niederlage gegen dessen Truppen aus der Öffentlichkeit verschwand und sich in die Abtei Fruttuaria (Gemeinde San Benigno Canavese etwa 20 km nördlich von Turin in Piemont), zurückzog, wo er am 14. Dezember 1015 starb.

### Erweiterung des Herrschaftsbereiches
Oderich Manfred II. hielt sich zwar aus der direkten Konfrontation zwischen Kaiser Heinrich II. und Arduin von Ivrea heraus, es gelang ihm jedoch durch geschicktes Taktieren, sein Territorium zulasten von Arduin von Ivrea zu erweitern, indem er Teile aus dessen Besitz an sich brachte. Nach Urkunden aus den Jahren 1021 und 1031 besaß Oderich Manfred II. nicht nur die Markgrafschaften Turin und Susa, sondern darüber hinaus auch Ivrea, Albenga, Ventimiglia, Auriate, Tortona, und Vercelli, Territorien, die früher teilweise von Arduin von Ivrea kontrolliert wurden. Zugleich war Oderic Manfred II. bemüht, sein Territorium durch Kriege mit Bonifatius von Canossa (* wohl 985; † 6. Mai 1052 in San Martino dall’Argine), aus der Familie der Herren von Canossa zu erweitern, der seit 1013/15 Graf von Reggio, Modena, Mantua und Brescia, seit 1028/32 Markgraf von Tuscien, seit 1051 auch Herzog von Spoleto und Markgraf von Camerino, und damit in Italien einer der mächtigsten Magnaten seiner Zeit war, der insbesondere auch als Vater der Mathilde von Tuszien in die Geschichte einging.

### Residenz
Olderich Manfred II. kontrollierte seinen ausgedehnten Herrschaftsbereich von Turin aus, das an sich eine Kleinstadt war, sich jedoch durch seine zentrale Lage als Verwaltungszentrum anbot. Turin diente jedoch keineswegs als ständige Residenz, da er der Tradition mittelalterlicher Herrscher folgte und den Großteil der Zeit unterwegs auf seinen vielfältigen Besitzungen weilte, um dort persönlich direkt die Herrschaft auszuüben und die lokale Entwicklung zu fördern.

### Stiftungen
Der christlichen Herrschertradition entsprechend spielten religiöse Stiftungen auch in seinem Leben eine wichtige Rolle. Zu erwähnen wäre die Wiederherstellung der alten Kirche Santa Maria Maggiore in Susa und des Klosters in Novalesa (Novalesa ist Mitglied in der Bergkommune Comunità Montana Bassa Valle di Susa e Val Cenischia). Auch ließ er die Bezirke Exilles e Bardonecchia mit Mauern verstärken und gründete eine Benediktinerabtei in Susa – heute die Kathedrale San Giusto – die in den Folgejahren einen bedeutenden Einfluss als spirituelles Zentrum erlangte. Auch veranlasste er den Bau der Kathedrale San Donato in Pinerolo in Piemont.

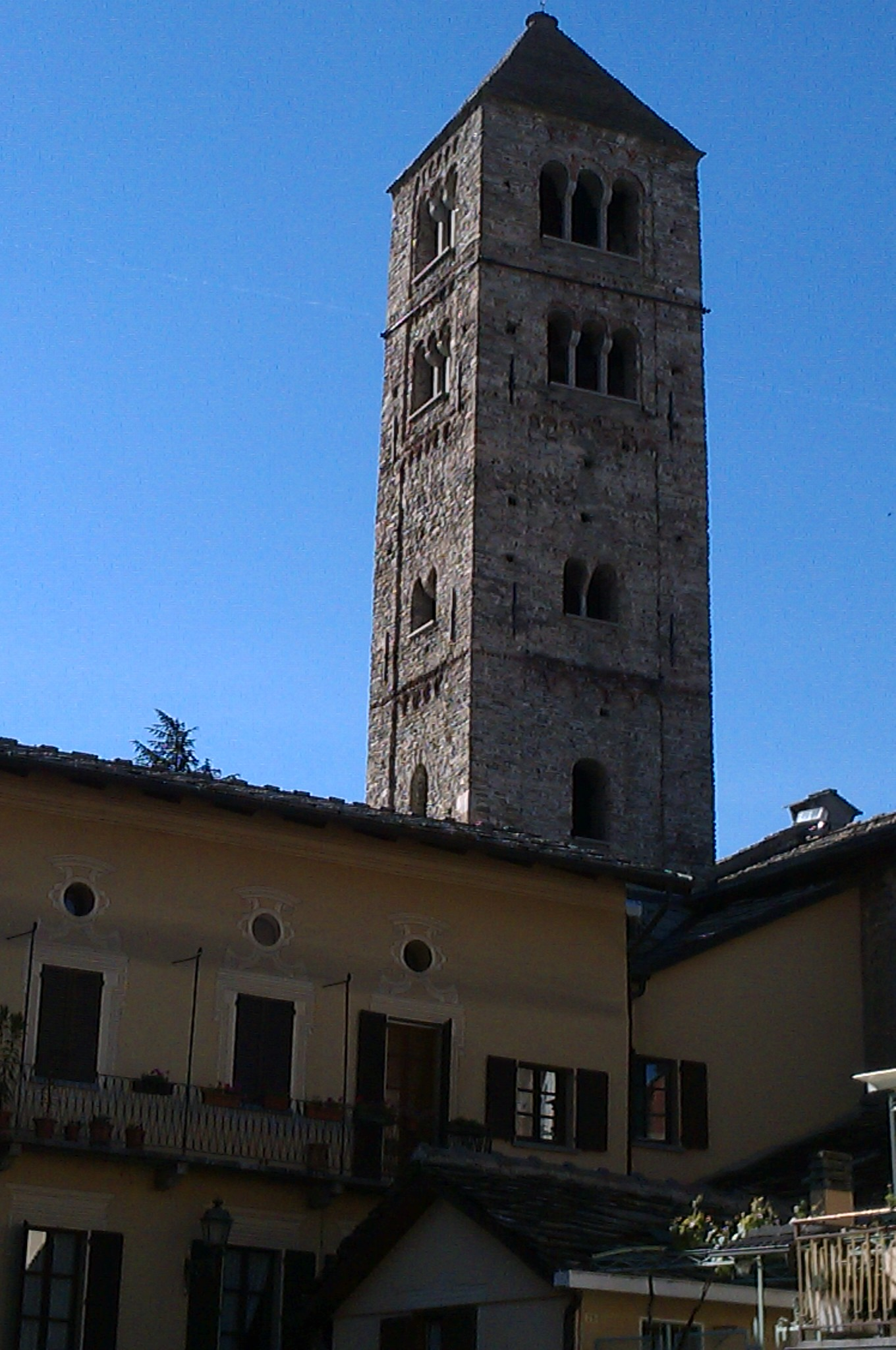
Susa, Campanile di Santa Maria Maggiore von Südosten

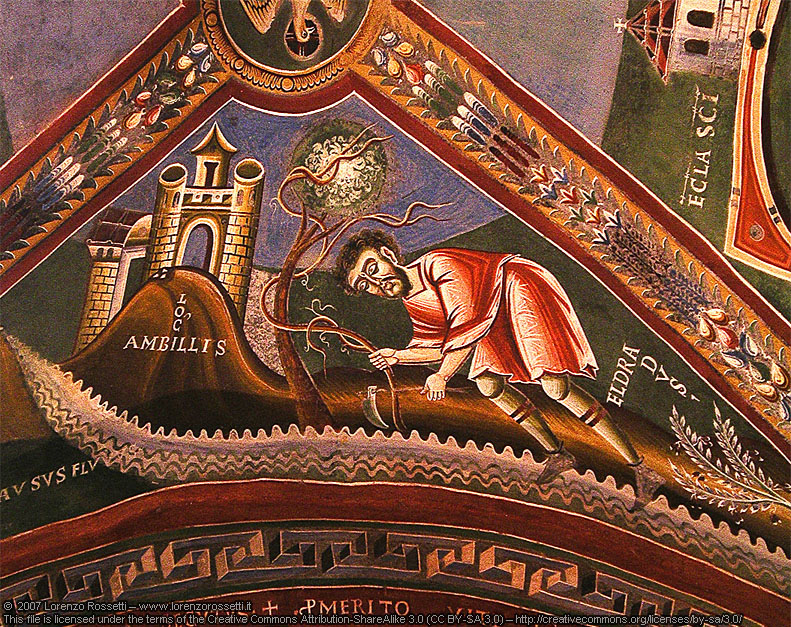
Kloster Novalesa, Fresko Leben des Sant Eldrado aus der Zeit von Oderich Manfred II.

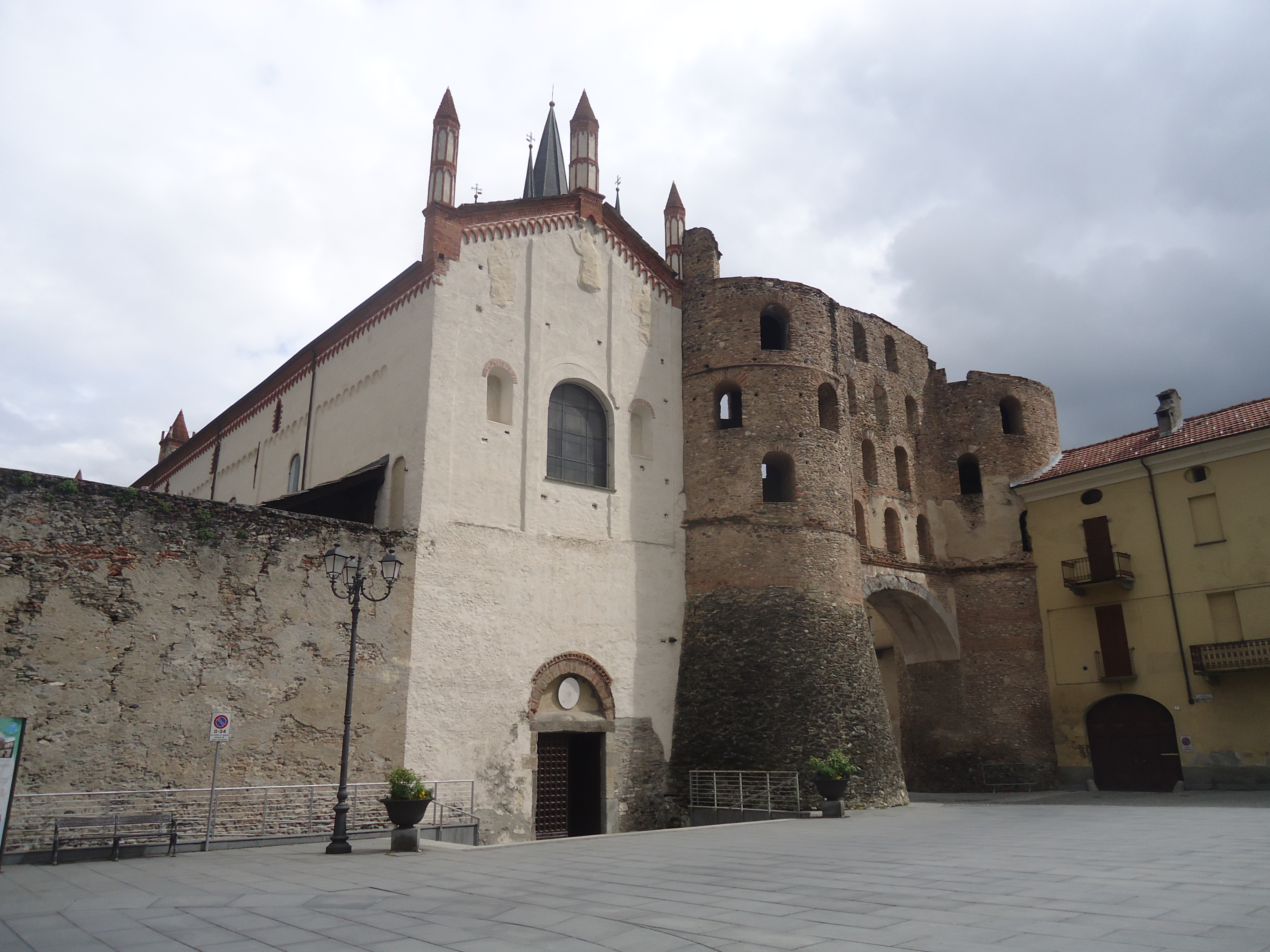
Susa TO Cattedrale San Giusto e Porta Savoia

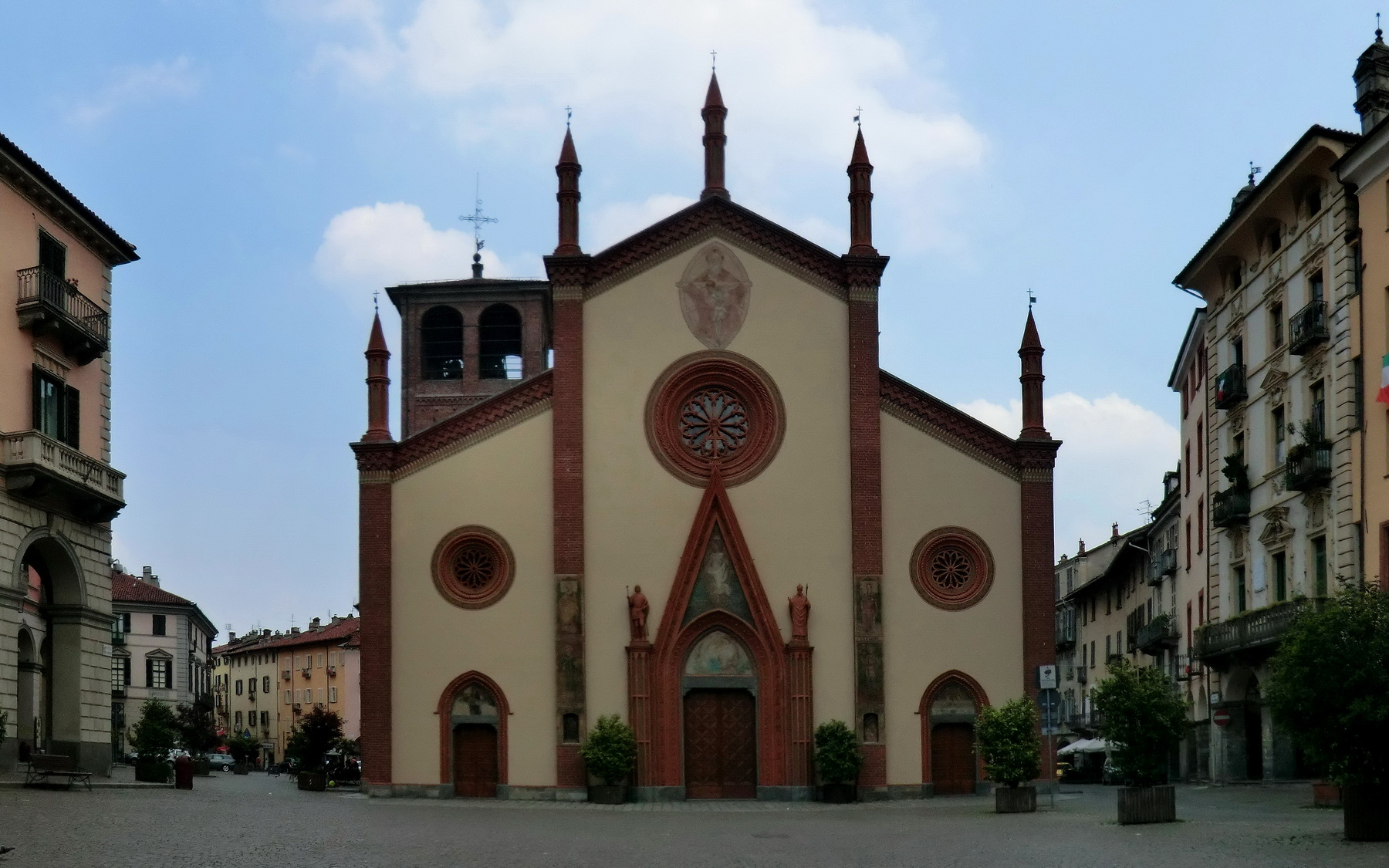
110525 Pinerolo Duomo di Pinerolo CS (101)

### Eingriff in die Reichspolitik in Italien
Olderich Manfred II. hatte schließlich eine solche Machtposition erreicht, dass er meinte, berechtigt zu sein, sich persönlich in die Reichspolitik in Italien einzumischen, indem er sich mit einer Gruppe italienischer Großer nach dem Tod von Kaiser Heinrich II. der Nachfolge von König Konrad II. aus dem Haus der Salier als König Italien entgegenstellte und versuchte, Reichsitalien der Kontrolle der römisch-deutschen Könige und Kaiser zu entziehen, indem er die Krone Italiens dem kapetingischen König Robert II. und dessen ältesten Sohn Hugo anbot und nach dessen Ablehnung dasselbe Angebot Herzog Wilhelm V. von Aquitanien (* 969; † 31. Januar 1030 in der Abtei Maillezais) aus der Familie der Ramnulfiden unterbreitete, der seit 995 Herzog von Aquitanien und (als Wilhelm III.) Graf von Poitiers war. Dieser strebte jedoch die Kandidatur seines Sohnes Wilhelm VI. „dem Dicken“ (* 1004; † 15. Dezember 1038 in Poitiers) Herzog von Aquitanien (1030–1038), Graf von Poitiers (1030–1038) nur unter der Bedingung an, dass sich alle geistlichen und weltlichen Großen Italiens für diese Lösung einsetzten. Herzog Wilhelm, der persönlich im Sommer 1025 in Italien die Chancen dieser Kandidatur auslotete, wurde jedoch bald der fehlende Konsens und damit die Ausweglosigkeit der Kandidatur seines Sohnes bewusst, so dass er darauf verzichtete. Im Februar 1026 unternahm König Konrad II. seinen ersten Italienzug und wurde im März von Erzbischof Aribert von Mailand zum König der Langobarden gekrönt. Nachdem König Konrad sich im Juni aus Ravenna wegen dortiger Aufstände zurückgezogen hatte, bereiste er das lombardische Tiefland. In der Folge gaben Oderich Manfred II. und die Markgrafen Oberitaliens schließlich im Winter 1026 ihre Opposition gegen König Konrad II. auf, der Weihnachten in Ivrea – und damit im Herrschaftsbereich von Oderich Manfred II. – feierte. Am 26. März 1027 fand die glanzvolle Kaiserkrönung durch Papst Johannes XIX in Rom statt, an der wohl auch Oderic Manfred II. teilgenommen hat. Letzterer verstarb bald darauf, am 29. Oktober 1034 in Turin und wurde im Turiner Dom begraben.

## Ehe und Nachkommen

### Ehe

Wappen des Hauses Este um 1239

Olderich Manfred heiratete 1014 Berta von Mailand, auch Berta d’Este genannt († 29. Dezember 1037). Sie war eine Tochter von Oberto (Otbert) II. Pfalzgraf sowie Markgraf von Mailand und von Genua († 1014/1021) aus dem Haus der Obertenghi – der selbst an den Machtkämpfen zwischen Heinrich II. und Arduin von Ivrea an der Seite des Letzteren teilgenommen hatte –  aus dessen zweiter Ehe mit Railenda, einer Tochter des Grafen Riprando. Ihr besonderer Stellenwert bestand darin, dass sie die Witwe von Arduin von Ivrea war, der von 1002 bis 1014 (Gegen-)König von Italien gewesen war, wodurch sie selbst die frühere Königin von Italien war. Hinzu kommt, dass Oderich Manfred ihren Gemahl, Arduin von Ivrea, nicht nur als Gegenkönig von Kaiser Heinrich II., sondern auch als persönlichen Gegner nur zu gut gekannt hatte. Die Ehe mit dessen Witwe war daher zweifellos ein Triumph von Oderich Manfred über einen wichtigen Gegner und erhöhte zweifellos dessen Prestige.

### Gemeinsame Stiftungen
Gemeinsam mit seiner Gemahlin Berta stiftete Oderico Manfredi am 28. Mai 1028 die Benediktinerabtei Santa Maria in Caramagna Piemonte (in der Provinz Cuneo in der Region Piemont), die er dem Einfluss des regionalen Bischofs entzog, indem er sie direkt dem Heiligen Stuhl unterstellte. Im folgenden Jahr stiftete Berta gemeinsam mit ihrem Ehemann und ihrem Bruder Alrico, Bischof von Asti, im Juli 1029 die Benediktinerabtei San Giusto in Susa, deren Kirche heute die Kathedrale von Susa ist.

### Schwager Alberto Azzo I.
Bemerkenswert ist Olderich Manfreds Schwager, Bertas Bruder Alberto Azzo I. (* um 970; † 1029) war Markgraf von Ancona, Markgraf von Mailand, Graf von Luni, von Genua und von Tortona, der – noch vor der Niederlassung der Familie in Ferrara – als erster Vertreter und Stammvater des Hauses Este gilt, das zu den berühmtesten Herrscherfamilien Italiens zählt. Dessen Sohn, Alberto Azzo II. d’Este (* 996 oder 1009; † 1097), war in erster Ehe mit Kunigunde von Altdorf verheiratet, deren Sohn Welf IV. der Stammvater der jüngeren deutschen Welfen (Welf-Este) war, die Herzoge von Bayern und Sachsen, Herzöge von Braunschweig-Lüneburg, die zu Kurfürsten und Königen von Hannover sowie zu Königen von Großbritannien und Irland aufstiegen und als Haus Hannover noch heute blühen. Aus der zweiten Ehe von Azzo II. mit Garsende von Maine stammt Fulco I. d’Este († um 1128/35), der Stammvater der jüngeren italienischen Linie des Hauses Este, die Ferrara und Modena regierte und erst 1803 mit Ercole III. d’Este erlosch, dessen Tochter Maria Beatrice d’Este (1750–1829), die das Erbe ihres Vaters, die Herzogtümer Modena und Reggio sowie das ihrer Mutter, das Herzogtum Massa und Carrara, dem Hause Habsburg-Lothringen einbrachte und dadurch zur Begründerin der Linie Österreich-Este wurde.

### Nachkommen
Nach Detlev Schwennicke (Hrsg.): Europäische Stammtafeln. Neue Folge Band 3, Teilband 3,
1. Adelheid von Susa, auch Adelheid von Turin genannt (* um 1015; † Dezember 1091 in Canischio) war Erbin der Markgrafschaften Turin und Susa seit von 1034, spätestens jedoch ab 1046 bis 1091. Durch ihre Ehen war sie von 1037 bis 1038 Herzogin von Schwaben, von 1042 bis 1045 Markgräfin von Montferrat und von 1046 bis 1057 Gräfin von Savoyen.⚭ I. 1037 Hermann IV. den jüngeren Sohn des Herzogs Ernst I. aus der Familie der Babenberger und der späteren Kaiserin Gisela von Schwaben war Herzog von Schwaben von 1030 bis zu seinem Tod. (keine Kinder) ⚭ II. 29. Januar 1042 Heinrich von Markgraf von Montferrat aus dem Haus der Aleramiden, er wurde zuletzt im Juni 1044 genannt und starb bereits 1045. (keine Kinder)⚭ III. 1046 Otto Graf von Savoyen sowie Markgraf von Susa-Turin (* 1010/102 – Turin, 19. Jänner 1057). Er war der jüngste Sohn von Humbert I. (Savoyen) Humbert I. Graf von Savoyen und dessen Frau Anzilla, einer Tochter des Grafen Anselm III. von Lenzburg im Wallis. Aus Adelheids 3. Ehe:
  1. Peter I. Graf von Savoyen (* um 1048; † 1078) folgte auf seinen Vater als Graf von Savoyen und Markgraf von Turin. Da er aus seiner Ehe nur Töchter hinterließ, folgte nach seinem Tode 1078 sein jüngerer Bruder Amadeus II. als Graf von Savoyen.⚭ Agnes von Poitou († 1089), vermutlich eine Tochter von Wilhelm VII. Herzog von Aquitanien und Witwe von Ramiro I. König von Aragón.
  2. Amadeus II. Graf von Savoyen. (* um 1050; † 26. Jänner 1080 in Turin), folgte auf seinen Bruder Peter I. von 1078 bis 1080 als Graf von Savoyen. Im Jahre 1077 begleitete er Kaiser Heinrich IV. auf dem Gang nach Canossa, und dies in Begleitung seiner Mutter Adelaide von Susa und seiner Schwester Berta von Savoyen – der Gemahlin von Kaiser Heinrich IV. – wobei sich diese an den Verhandlungen beteiligten, um den Kaiser mit Papst Gregor VII. auszusöhnen. ⚭ 1065/70 Johanna von Genf, Tochter von Gerulf 1034 Graf von Genf, 1034 „princeps regionis“; (cl. 1032–1061) aus dessen erster Ehe mit Gisela Ne.[10]
  3. Bertha Gräfin von Savoyen (* 21. September 1051; † 27. Dezember 1087 in Mainz) begraben im Dom zu Speyer, war als Gemahlin Heinrichs IV. von 13. Juli 1066 bis 27. Dezember 1087 römisch-deutsche Königin (gekrönt am 29. Juni 1066 in Tribur) und von 31. März 1084 bis zu ihrem Ableben Kaiserin des Heiligen römischen Reiches (gekrönt am 31. März 1984).⚭ 13. Juli 1066 Kaiser Heinrich IV. (* 11. November 1050 vermutlich in Goslar; † 7. August 1106 in Lüttich) aus dem Haus der Salier. Er war der älteste Sohn des Kaisers Heinrich III. und der Kaiserin Agnes.
    1. Adelheid (1070 – 4. Juni vor 1079, begraben im Dom zu Speier)
    2. Heinrich (1/2 Aug 1071-Harzburg 2 Aug 1071)
    3. Agnes von Waiblingen (* Ende 1072/75; † 24. September 1143 in Klosterneuburg, begraben: Stift Klosterneuburg)⚭ I. 1086/87 Herzog Friedrich I. von Schwaben (* ca. 1050; † 6. April 1105) (Großvater von Kaiser Friedrich I. Barbarossa)[11] ⚭ II. 1106 Markgraf Leopold III. „der Heilige“ von Österreich (* 1073; † 15. November 1136; begraben: Stift Klosterneuburg) Durch ihre erste Ehe war sie von 1089 bis 1105 Herzogin von Schwaben und durch ihre zweite Ehe war sie von 1106 bis 1136 Markgräfin von Österreich. Durch ihre Kinder wurde sie zur Stammmutter der kaiserlichen Dynastie der Staufer sowie zur Stammmutter der Markgrafen und Herzoge von Österreich aus dem Haus der Babenberger.[12]
    4. Konrad III. (* 12. Februar 1074 im Kloster Hersfeld; † 27. Juli 1101 in Florenz) war 1076–1087 Herzog von Niederlothringen, römisch-deutscher König von 1087 bis 1098 und König von Italien von 1093 bis 1098. ⚭ 1095 Konstanze, Tochter des Grafen Roger I. Graf von Sizilien und Apulien.[13][14]
    5. Heinrich V. (* 1086 möglicherweise am 11. August; † 23. Mai 1125 in Utrecht, begraben im Dom zu Speier), war ab 10. Mai 1098 Mitkönig seines Vaters, Kaiser Heinrich IV., ab 1106 römisch-deutscher König und von 1111 bis 1125 römisch-deutscher Kaiser. ⚭ Mainz, 7. Jänner 1114 Mathilde von England (* Winchester, 7. Februar 1102; † Rouen 10. September 1167), eine Tochter von Heinrich I. „Beauclerc“ aus dem Haus Normandie, König von England (1100–1135) aus dessen erster Ehe mit Matilda von Schottland. Sie heiratete in zweiter Ehe 1127 Geoffrey V. Plantagenet, 1129 Graf von Anjou, 1144 Herzog der Normandie, † 11. September 1151, begraben in der Kathedrale von Le Mans.[15]

  4. Adelheid von Turin (* zwischen 1047 und 1053; † Anfang 1079 auf der Festung Hohentwiel), ⚭ 1062 Rudolf Graf von Rheinfelden, (* um 1025; † 15. oder 16. Oktober 1080 nach der Schlacht von Hohenmölsen). Herzog von Schwaben von 1057 bis 1077, 1077–1080 Gegenkönig von Heinrich IV.,
    1. Berthold von Rheinfelden, 1079 Herzog von Schaben; † 18. Mai 1090, begr. St. Blasien
    2. Agnes von Rheinfelden (* um 1065; † 19. Dezember 1111) ⚭ 1079 Berthold II. von Zähringen (* um 1050; † 12. April 1111), Herzog von Schwaben
    3. Adelheid von Rheinfelden (* vor 1077; † Mai 1090) ⚭ Ladislaus I. den Heiligen (* 1048 in Polen; † 29. Juli 1095 bei Neutra) aus dem Haus der Arpaden, König von Ungarn von 1077 bis 1095.
    4. Bertha von Rheinfelden, Gräfin von Kellmünz, († 1133), ⚭ Ulrich X. von Bregenz (* um 1060; † 1097) Graf von Bregenz von 1079 bis 1097.

  5. Otto von Turin, Bischof von Asti von 1073 bis 1079
  6. Adelheid von Turin
2. N (Sohn) von Turin, Graf von Monbardone, † vor 1034/35
3. Immilla (Irmingard) (Emilia) von Turin (* um 1020; † Turin, Jänner 1078) ⚭ I. um 1038 Otto Graf von Schweinfurt, genannt „der Weiße“ (* um 995; † 28. September 1057), Markgraf des Nordgaues, ab 1048 Herzog von Schwaben. Er war ein Sohn des Heinrich von Schweinfurt, Markgraf im Nordgau und der Gerberga von Henneberg.⚭ II. 1058 Graf Ekbert I. von Braunschweig (* um 1036; † 11. Januar 1068), Markgraf von Meißen (Brunonen). (Kinder nur aus erster Ehe)
  1. Berta (Alberada) von Schweinfurt († 1. Januar 1103) ⚭ I. Hermann II. († um 1074), Graf von Kastl, Graf von Cham, Markgraf von Banz, aus dem Haus der Grafen von Sulzbach, Bruder von Friedrich II., Söhne von Hermann I. Graf von Kastel († 27. Januar 1056) und der Haziga von Diessen ⚭ II. Friedrich I. († 1103), Graf von Kastl und Habsberg. Aus 2. Ehe:
    1. Hermann III., Graf von Kastl († 23. September vor 1125 ermordet)
    2. Otto, Graf von Habsberg († 26. September wohl 1125)
    3. Friedrich, Graf von Ammertal
    4. Judith von Kastl, verheiratet mit einem Ministerialen[16]

  2. Gisela von Schweinfurt († 22. Februar ??), Erbin der Güter um Kulmbach und Plassenburg, ⚭ Arnold († 1098) Graf von Dießen[17]
    1. Gebhard I. von Dießen († ca. 1102), Graf von Wasserburg, Hallgraf. ⚭ Richgard von Spanheim ( cl. 1103; † !=: April ca. 1130), Tochter von Engelbert Graf von Spanheim, Graf im Pustertal, Stifter von St. Paul im Lavanttal.
    2. Berthold I. († 1151), Graf von Dießen-Andechs-Plassenburg-Kulmbach, Vogt von Benediktbeuern, Mitbegründer von Kloster Dießen, um 1130 Vogt von Dießen.⚭ I. Sophie von Istrien, ⚭ II. nach 1130 Kunigunde von Formbach – Pitten, Tochter des Grafen Ekbert II. von Formbach-Pitten, Erbin von Formbach
    3. Friedrich Roch, Graf ⚭ Kunitza (* 6. März 1120, Tochter von Herzog Welf I. von Bayern)
    4. Otto von Wasserburg; cl. um 1112
    5. Dietrich Graf von Wasserburg; (cl. 1085–1098)
    6. Adelheid († 1163) ⚭ Adalbert II. Graf von Tirol († 1125)

  3. Judith von Schweinfurt († 1104) ⚭ Konrad I. (* um 1020; † 5. Dezember 1055) aus dem Haus der Ezzonen war Herzog von Bayern von 1049 bis 1053 und Herr von Zütphen.⚭ II. Botho (* 1027/28; † 1. März 1104), Graf von Pottenstein, (Aribonen)
    1. Adelheid von Pottenstein

  4. Eilika von Schweinfurt, Äbtissin von Niedermünster in Regensburg
  5. Beatrix von Schweinfurt (* um 1040, † 1104), Erbin von Schweinfurt ⚭ Heinrich II. († um 1087/89), Graf von Hildrizhausen, Markgraf auf dem Nordgau.
    1. Eberhard von Hildrizhausen(† 6. Januar 1112 in Quidilingoburg, Ostfalen, Stammesherzogtum Sachsen) war Fürstbischof von Eichstätt von 1099 (?) bis 1112.
4. Berta von Turin (* um 1020; † um 1065)[18] ⚭ Otto (oder Teuto) von Savona, Markgraf von Westligurien (Ponente ligure) (1036–?) aus dem Haus der Aleramiden.[19][20]
  1. Bonifacio del Vasto, (*Savona um 1055; † um 1135) aus dem Haus der Aleramiden, Markgraf von und von Westligurien von 1084 bis um 1130.[21] ⚭ Agnes von Vermandois (* vor 1085; † nach 1125), Tochter des Hugo von Vermandois (* 1057; † 18. Oktober 1101[22]) Hugo war ein Sohn König Heinrichs I. von Frankreich und durch seine Ehe Graf von Valois und Vermandois sowie ein Anführer des Ersten Kreuzzugs[23]
    1. Manfred I. del Vasto, Markgraf von Saluzzo, Stammvater der Markgrafen von Saluzzo;
    2. Guglielmo del Vasto, Stammvater der Markgrafen von Busca und nach manchen auch der Familie Lancia
    3. Ugo, Ugone o Ugomagno del Vasto, Markgraf von Clavesana
    4. Anselmo del Vasto, Stammvater der Markgrafen von Ceva und Clavesana;
    5. Enrico del Vasto, Stammvater der Markgrafen Del Carretto;
    6. Oddone Boverio del Vasto, Markgraf von Loreto.
    7. Bonifacio der Jüngere del Vasto, Bischof und Markgraf von Cortemilia.
    8. Sibilla del Vasto, ⚭ Wilhelm VI. Herr von Montpellier.

  2. Manfredo Incisa del Vasto (+ Savona 1079),
    1. Adelasia del Vasto (* 1072; † 18. April 1118 in Patti) war durch ihre Ehen von 1089 bis 1101 Gräfin von Sizilien und von 1101 bis 1112 dort Regentin für ihren Sohn Roger II. von Sizilien und von 1112 bis 1117 Königin von Jerusalem. An sie erinnert in der Stadt Susa das „Castello della Contessa Adelaide“, das auf das 11. Jahrhundert zurückgeht. ⚭ 1089 (dessen dritte Ehe) Roger I. von Hauteville, (* 1031; † 22. Juni 1101 in Mileto, Kalabrien) war der jüngste Sohn von Tankreds von Hauteville und von 1071 bis 1101 Herrscher von Sizilien. ⚭ II. 1113 Balduin I. von Boulogne erster Graf von Edessa 1098–1100 und erster König von Jerusalem (1100–1118). Er war ein jüngerer Bruder von Gottfried von Bouillon, der von 1099 bis 1100 als erster Herrscher das Königreich Jerusalem regierte. Nachdem Adelheid 1117 von diesem aus innenpolitischen Gründen verstoßen worden war, kehrte sie nach Sizilien zurück, wo sie 1118 starb. Beigesetzt ist sie in der Kathedrale S. Bartolomeo in Patti.[24][25] Kinder aus der ersten Ehe Adelheids:
      1. Simon von Hauteville (* 1093 in Palermo; † 28. September 1105 in Mileto, Kalabrien 1093–1105), Graf von Sizilien (1101–1105)
      2. Matilde von Hauteville (* vor 1095; † um 1135) ⚭ Rainulfo di Alife, Graf von Alife, Caiazzo, Sant’Agata de’ Goti, Telese (1115–1139) zeitweise auch Graf von Avellino, Mercogliano, Ariano Irpino, Troia und Herzog von Apulien (1137–1139)
      3. Roger II. von Hauteville (* 22. Dezember 1095 in Mileto; † 26. Februar 1154 in Palermo) aus dem normannischen Adelsgeschlecht der Hauteville war ab 1105 Graf und ab 1130 bis zu seinem Tod König von Sizilien Er wird als einer der bedeutendsten Herrscher des Mittelalters gesehen und galt zu seiner Zeit als reichster Herrscher Europas, durch seine Tochter aus dritter Ehe mit Beatrix von Rethel, Konstanze von Sizilien (* 1154; † 27. November 1198 in Palermo) verheiratet mit Kaiser Heirich VI. wurde er zum Großvater von Kaiser Friedrich II. von Hohenstaufen.[26]
      4. Maximilla von Hauteville († nach 1137) ⚭ Ildebrandino VI. Aldobrandeschi († nach 1123)

    2. Enrico del Vasto (Enrico di Savona, Enrico Aleramico) (* Piemont vor 1079; † Sizilien 1137), fungierte als Haupt der Aleramici von Sizilien und war Graf der Lombarden in Sizilien. Graf von Paterno, Butera und Policastro[27] ⚭ Flandina von Hauteville, eine Tochter von Roger I. von Hauteville aus der Ehe mit Judith von Evreux. Sie war die Witwe des Ugo di Jersey, dem ersten Grafen von Paterno und Herren von Catania († 1075) Enrico erlangte dadurch die Grafschaft Paterno
    3. Ne del Vasto ⚭ Giordano von Hauteville (* um 1060; † Siracusa, 18. September 1092, begraben Messina Kirche Santa Maria di Mili) außerehelicher Sohn von Roger von Hauteville, Graf von Sizilien, Feldherr im Kampf gegen die Araber in Sizilien, kämpfte um Benevent, Trapani, Taormina, Syrakus und Noto, zeitweise Regent von Sizilien für seinen Vater, Herr von Syrakus und Noto.[28][29]
    4. Rogasia del Vasto, ⚭ Goffredo I d’Altavilla (Hauteville), seit 1091 Graf von Ragusa († 1120), außerehelicher Sohn des Grafen Roger von Sizilien, kämpfte gegen die Araber in Sizilien, verzichtet auf die Nachfolge auf seinen Vater aus Krankheitsgründen, bemühte sich um die Wiederherstellung des Christentums in Sizilien.[30]

  3. Anselmo del Vasto
  4. Enrico del Vasto
  5. Otto del Vasto, vielleicht identisch mit Oddone Bonmarchis, ⚭ Emma von Hauteville
    1. Tancredi di Galilea[31]

  6. Gerberga del Vasto